# Nema laži, nema prevare – Uživo, Zagreb '85
Nema laži, nema prevare – Uživo, Zagreb '85, drugi koncertni album srpskog rock sastava Riblja čorba. Objavljen je 14. kolovoza 1995. u izdanju diskografske kuće Biveco. Snimljen je 3. veljače 1985. u sklopu akcije "...bolje vas našli" koja je promovirala album Istina.

## Popis pjesama
| Br. | Skladba                           | Trajanje |
| --- | --------------------------------- | -------- |
| 1.  | »Draga, ne budi peder«            |          |
| 2.  | »Dvorska budala«                  |          |
| 3.  | »Rock'n'Roll za kućni savet«      |          |
| 4.  | »Neću da ispadnem životinja«      |          |
| 5.  | »Dva dinara, druže«               |          |
| 6.  | »Evo ti za taksi«                 |          |
| 7.  | »Egoista«                         |          |
| 8.  | »Hleba i igara«                   |          |
| 9.  | »'Alo«                            |          |
| 10. | »Prevara«                         |          |
| 11. | »Kad hodaš«                       |          |
| 12. | »Sačekaj«                         |          |
| 13. | »Kako je lepo biti glup«          |          |
| 14. | »Džindžer (solo)«                 |          |
| 15. | »'Ajde beži«                      |          |
| 16. | »Odlazak u grad«                  |          |
| 17. | »Ostaću slobodan«                 |          |
| 18. | »Volim, volim, volim, volim žene« |          |
| 19. | »Neću da te volim«                |          |
| 20. | »Priča o Žiki Živcu«              |          |

## Izvođači
- Bora Đorđević - vokal
- Vidoja Božinović - gitara
- Nikola Čuturilo - gitara
- Miša Aleksić - bas-gitara
- Vicko Milatović - bubnjevi